# Pardosa leucopalpis
Pardosa leucopalpis är en spindelart som beskrevs av Gravely 1924. Pardosa leucopalpis ingår i släktet Pardosa och familjen vargspindlar. Inga underarter finns listade i Catalogue of Life.